# 播磨西国三十三箇所
播磨西国三十三箇所（はりまさいごくさんじゅうさんかしょ）は、播磨国（兵庫県南西部）にある観音霊場のこと。西国観音霊場に倣ったもので、江戸時代初期に慶雲寺の南室和尚（1591年 - 1671年　大悲弘済禅師）により選定されたとされる。南室の死後に入寂地である天徳山常光寺を客番として加えて34箇所となった。
なお、播磨西国三十三箇所には、モデルとなった西国三十三所観音霊場のうち圓教寺、清水寺、一乗寺を含む。

## 霊場一覧
| No.  | 山号／寺院名    | 本尊               | 宗派   | 所在地                     | 他の札所          | 備考           |
| ---- | --------------- | ------------------ | ------ | -------------------------- | ----------------- | -------------- |
| 01   | 書写山 圓教寺   | 六臂如意輪観音     | 天台宗 | 姫路市書写2968             | 西国27,播州薬師16 | 播磨天台六山   |
| 02   | 富田山 性海寺   | 十一面千手観音     | 天台宗 | 姫路市夢前町宮置812        | 夢前七福神        |                |
| 03   | 八徳山 八葉寺   | 十一面観音         | 天台宗 | 姫路市香寺町相坂1066       |                   | 播磨天台六山   |
| 04   | 増位山 随願寺   | 聖観音             | 天台宗 | 姫路市白国三丁目12-5       | 播州薬師15        | 播磨天台六山   |
| 05   | 巨福山 光正寺   | 十一面千手観音     | 臨済宗 | 姫路市野里慶雲寺前町814    |                   |                |
| 06   | 松原山 八正寺   | 聖観音             | 真言宗 | 姫路市白浜町甲398          |                   |                |
| 07   | 朝日山 大日寺   | 千手観音           | 真言宗 | 姫路市勝原区朝日谷19       |                   |                |
| 08   | 稲富山 圓融寺   | 十一面観音         | 真言宗 | たつの市御津町岩見807      |                   |                |
| 09   | 寶生山 長楽寺   | 聖観音             | 天台宗 | 赤穂市砂子398              | 播州薬師19        |                |
| 10   | 済露山 高蔵寺   | 千手千眼観音       | 真言宗 | 佐用郡佐用町下本郷17       | 播磨美作七福神    |                |
| 11   | 船越山 瑠璃寺   | 千手観音           | 真言宗 | 佐用郡佐用町船越877        | 新西国33          |                |
| 12   | 七種山 金剛城寺 | 十一面観音         | 真言宗 | 神崎郡福崎町田口236        | 新西国30          |                |
| 13   | 雪彦山 満願寺   | 十一面観音         | 天台宗 | 姫路市夢前町新庄983        |                   |                |
| 14   | 龍上山 延応寺   | 千手観音           | 真言宗 | 朝来市生野町口銀谷83-1     |                   |                |
| 15   | 金楽山 法楽寺   | 千手観音           | 真言宗 | 神崎郡神河町中村1048       |                   |                |
| 16   | 泉生山 酒見寺   | 十一面観音         | 真言宗 | 加西市北条町北条1319       | 新西国29          |                |
| 17   | 蓬萊山 普光寺   | 千手観音           | 天台宗 | 加西市河内町1449           |                   | 播磨天台六山   |
| 18   | 五峰山 光明寺   | 十一面千手千眼観音 | 真言宗 | 加東市光明寺433            | 新西国28          |                |
| 19   | 和多山 西仙寺   | 十一面千手観音     | 真言宗 | 西脇市西田町88             |                   |                |
| 20   | 柏谷山 西林寺   | 十一面観音         | 真言宗 | 西脇市坂本455              |                   |                |
| 21   | 御嶽山 清水寺   | 十一面観音         | 天台宗 | 加東市平木1194             | 西国25,播州薬師10 |                |
| 22   | 白鹿山 掎鹿寺   | 十一面観音         | 真言宗 | 加東市掎鹿谷691            |                   |                |
| 23   | 鉾礼山 正法寺   | 千手観音           | 真言宗 | 三木市別所町正法寺157      |                   |                |
| 24   | 野寺山 高薗寺   | 千手観音           | 真言宗 | 加古郡稲美町野寺851        |                   |                |
| 25   | 高和山 性海寺   | 如意輪観音         | 真言宗 | 神戸市西区押部谷町高和1318 |                   |                |
| 26   | 近江山 近江寺   | 千手観音           | 真言宗 | 神戸市西区押部谷町近江147  |                   |                |
| 27   | 補陀山 観音寺   | 聖観音             | 臨済宗 | 明石市二見町東二見1643     |                   |                |
| 28   | 生竹山 観音寺   | 白旗観音           | 曹洞宗 | 加古川市尾上町池田399      |                   |                |
| 29   | 道林山 横蔵寺   | 十一面観音         | 曹洞宗 | 加古川市平岡町新在家900    |                   |                |
| 30   | 興禅山 圓通寺   | 十一面観音         | 臨済宗 | 高砂市曽根町2034           |                   |                |
| 31   | 大梅山 清勝寺   | 聖観音             | 臨済宗 | 姫路市大塩町1089           |                   |                |
| 32   | 牛堂山 国分寺   | 十一面観音         | 真言宗 | 姫路市御国野町国分寺121    |                   |                |
| 33   | 法華山 一乗寺   | 聖観音             | 天台宗 | 加西市坂本町821-17         | 西国26            | 播磨天台六山   |
| 客番 | 天徳山 常光寺   | 十一面観音         | 臨済宗 | 加古川市神野町神野332-1    |                   | 南室禅師入寂地 |

※播磨天台六山の残りの一山は、妙徳山 神積寺である。
※令和3年7月時点の事務局は4番随願寺である。

## 御詠歌
- 01　円教寺　　 なにごとも　こころにかなう　やまなれば　これもほとけの　えんぎょうじかな
- 02　性海寺　　 とみたさん　このまつかげの　すずしさは　ふもとにかよう　かわかぜのおと
- 03　八葉寺　　 いさぎよき　はなのはちすの　はちようじ　にごらぬみづの　ながれつづきて
- 04　随願寺　　 ただたのめ　ほとけのちかい　ますいさん　まいるこころの　たのもしきみを
- 05　光正寺　　 かねひびく　ちさとのひとも　こうしょうじ　ねがうこころや　ほとけなるらん
- 06　八正寺　　 かげきよき　なみまのつきに　さとりぬる　まつばらやまに　すめるのりのし
- 07　大日寺　　 ありがたや　たのむほとけの　めぐみには　つくりしつみも　あさひやまかな
- 08　圓融寺　　 ひとをみな　たすけたまわん　えんゆうじ　いなとみやまの　なさえとうとき
- 09　長楽寺　　 のりのには　なにおううめの　においこそ　ながくたのしむ　てらいなりけり
- 10　高蔵寺　　 よもにみし　きぎのこずえも　たかくらの　てらのゆうべの　かねひびくやま
- 11　瑠璃寺　　 こがれきて　ふなこしやまを　けさみれば　これぞまことの　るりじなりけり
- 12　金剛城寺　なぐさやま　みねよりおつる　たきなみの　したにたれかは　つくるもんでら
- 13　満願寺　　 よもやまの　ゆきをながめの　ちんごじに　のぼればひびく　たにのみずおと
- 14　延応寺　　 たつのぼる　やまのみてらに　きてみれば　しげりにつづく　まつのむらだち
- 15　法楽寺　　 めぐりきて　いくよのたねを　むすびつつ　のりのたのしみ　たえぬいぬでら
- 16　酒見寺　　 まつならぶ　せんしょうざんを　わけゆけば　すえまだとおく　たどるさがみじ
- 17　普光寺　　 まんぼうを　あつめおきぬる　ふこうじの　ほうらいさんに　あうぞうれしき
- 18　光明寺　　 かがやくや　ごほうのやまの　こうみょうじ　のきのいらかに　うつるひのかげ
- 19　西仙寺　　 しずのおが　わだやましばを　かりとりて　これもほとけへ　さいせんじかな
- 20　西林寺　　 やまかわに　こころをすます　さいりんじ　のちのよかけて　たのむかやだに
- 21　清水寺　　 ごがくさん　いわまいわまの　たにがわを　むすぶこころも　きよきみずかな
- 22　掎鹿寺　　 もみじせし　はくろくさんの　くもはれて　それとあらわに　みゆるはしかじ
- 23　正法寺　　 しょちょうまで　ほとけのまえへ　むれいさん　これぞまさしき　のりのてらかな
- 24　高薗寺　　 いつもただ　ふくまつかぜの　こうおんじ　たかおのやまや　しぐれふるらん
- 25　性海寺　　 ふねつなぐ　いそべにちかき　しょうかいじ　たかわのやまに　なみやこゆらん
- 26　近江寺　　 おうみやま　うえよりみれば　うらなみの　よせてやかえる　ちかきえのてら
- 27　観音寺　　 ふださんや　うみべにみゆる　かんのんじ　わたすおふねも　のりのみちかな
- 28　観音寺　　 いくちよを　かけてうえにし　いけだやま　たもとにかかる　ささのはのつゆ
- 29　横蔵寺　　 おうぞうじ　ゆきのまつばら　みわたせば　つるのはやしの　ここちこそすれ
- 30　圓通寺　　 なもたかき　まつのこのまを　ながむれば　つきもすずしき　えんつうじかな
- 31　清勝寺　　 はるかぜに　たいばいさんの　はなさきて　おうのねをきく　せいしょうじかな
- 32　国分寺　　 ひろきのの　はなのくるまを　ひきつれて　うしどうさんに　まいりこそすれ
- 33　一乗寺　　 まいれただ　ここぞみのりの　はなのやま　ほとけになると　いちじょうじかな
- 客番　常光寺　 ありがたや　てんとくさんの　いただきに　まつのまにまに　みゆるかんのん

## 巡礼用品
巡礼納経掛軸、笈摺（おいづる）、播磨西国宝印帳（専用）などを圓教寺摩尼殿にて販売している。